# Saison 2015 de l'équipe cycliste CCC Sprandi Polkowice

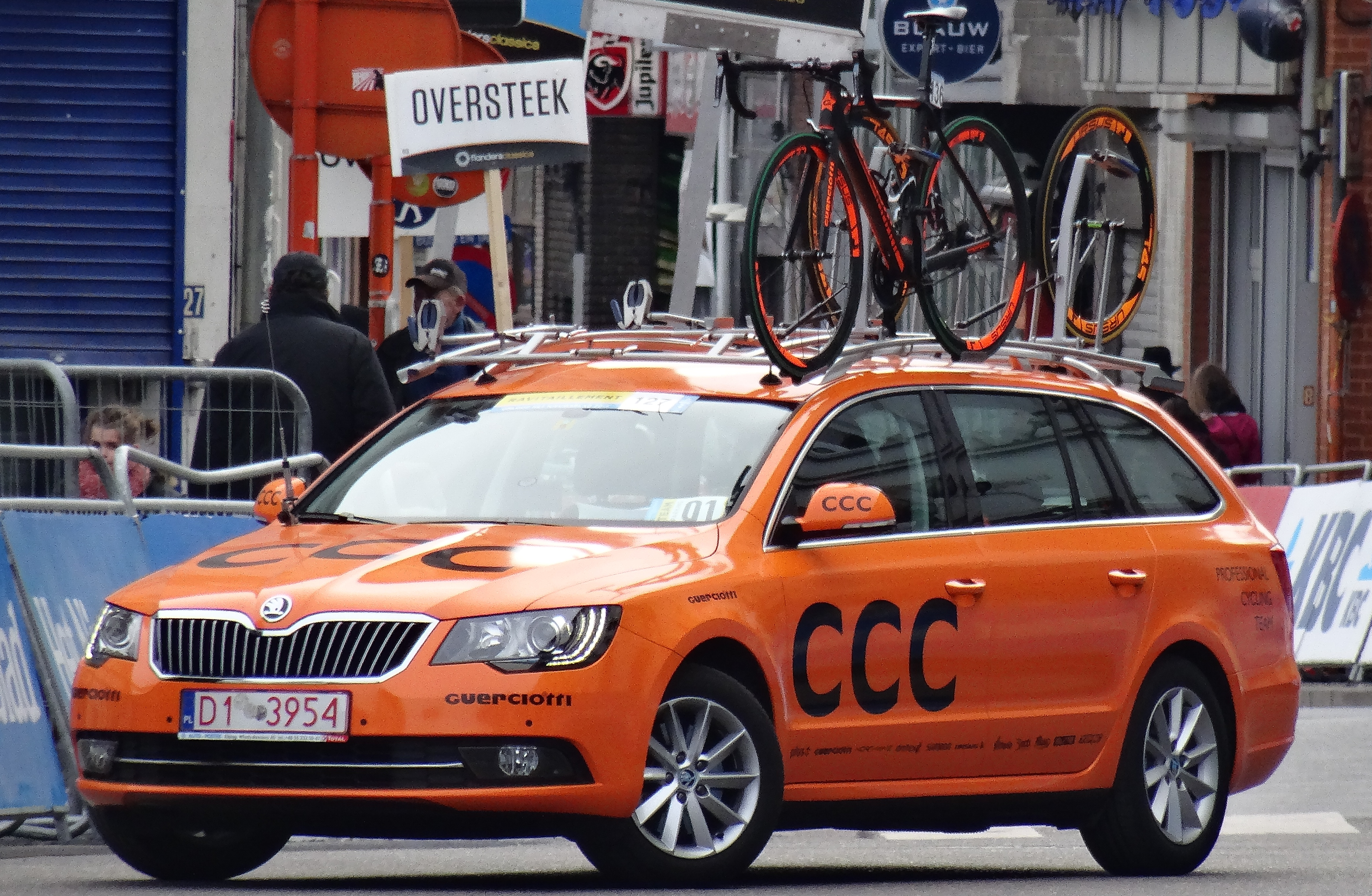
Une des voitures lors du Circuit Het Nieuwsblad 2015.

La saison 2015 de l'équipe cycliste CCC Sprandi Polkowice est la seizième de cette équipe.

## Préparation de la saison 2015

### Arrivées et départs
| Arrivées               | Équipe 2014               |
| ---------------------- | ------------------------- |
| Grega Bole             | Vini Fantini Nippo        |
| Piotr Brożyna          | Telco'm-Gimex             |
| Christian Delle Stelle | MG Kvis-Wilier            |
| Jan Hirt               | Etixx                     |
| Jakub Kaczmarek        | Telco'm-Gimex             |
| Eryk Latoń             | BDC Marcpol               |
| Kamil Małecki          |                           |
| Michał Paluta          | TKK Pacific Torum         |
| Leszek Pluciński       | BDC Marcpol               |
| Stefan Schumacher      | Christina Watches-Kuma    |
| Patryk Stosz           | TC Chrobry Lasocki Głogów |
| Sylwester Szmyd        | Movistar                  |

| Départs           | Équipe 2015        |
| ----------------- | ------------------ |
| Paweł Charucki    | Domin Sport        |
| Piotr Gawroński   |                    |
| Tomasz Marczyński | Torku Şekerspor    |
| Jacek Morajko     | Wibatech Fuji Żory |
| Mateusz Nowak     | Domin Sport        |

## Coureurs et encadrement technique

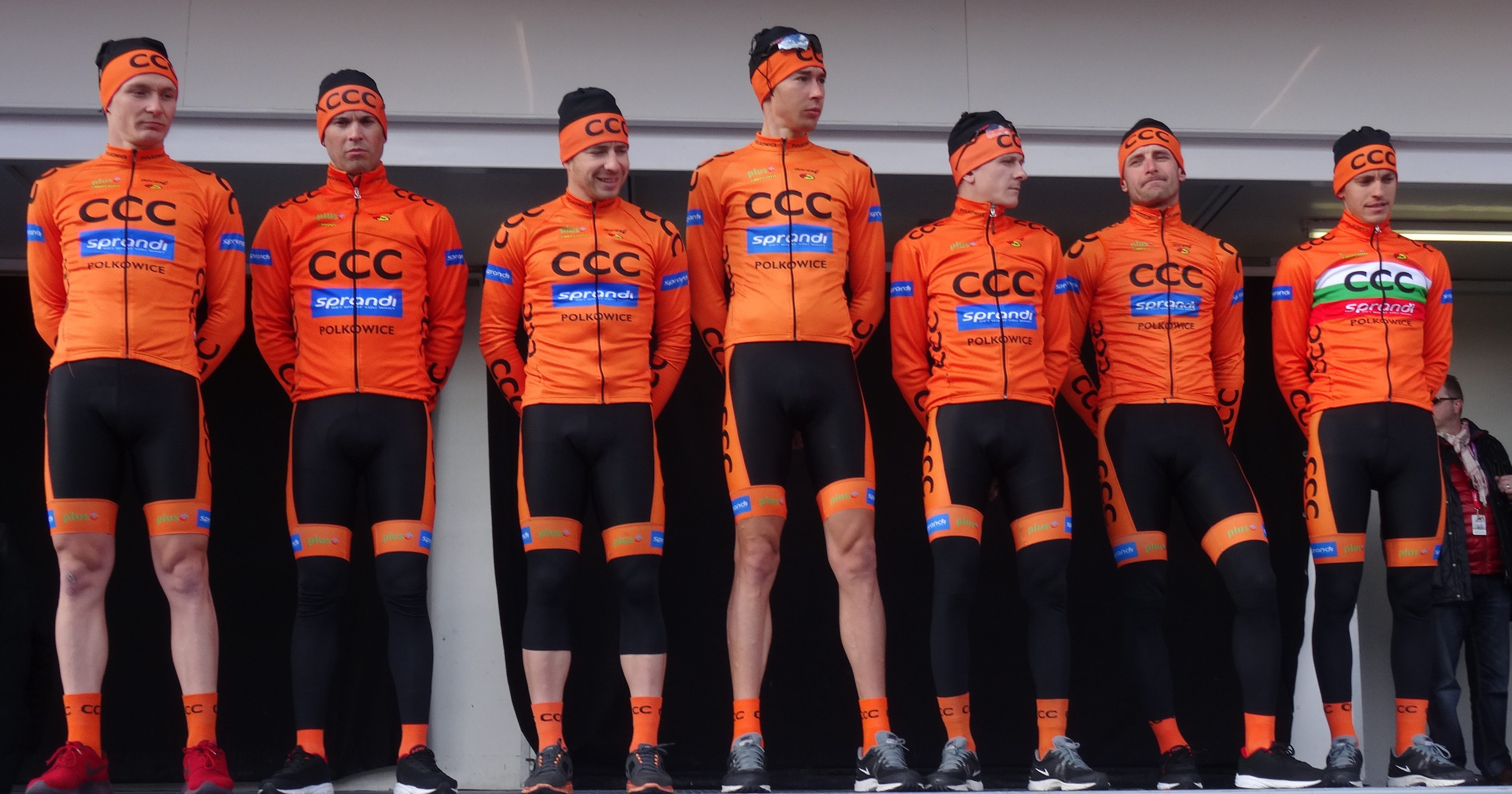
L'équipe lors du départ du Samyn 2015 à Quaregnon.

### Effectif
| Cycliste               | Date de naissance | Nationalité | Équipe 2014               |  |
| ---------------------- | ----------------- | ----------- | ------------------------- |  |
| Grega Bole             | 13 août 1985      | Slovénie    | Vini Fantini Nippo        |  |
| Piotr Brożyna          | 17 février 1995   | Pologne     | Telco'm-Gimex             |  |
| Josef Černý            | 11 mai 1993       | Tchéquie    | CCC Polsat Polkowice      |  |
| Christian Delle Stelle | 4 février 1989    | Italie      | MG Kvis-Wilier            |  |
| Jan Hirt               | 21 janvier 1991   | Tchéquie    | Etixx                     |  |
| Adrian Honkisz         | 27 février 1988   | Pologne     | CCC Polsat Polkowice      |  |
| Jakub Kaczmarek        | 27 septembre 1993 | Pologne     | Telco'm-Gimex             |  |
| Tomasz Kiendyś         | 23 juin 1977      | Pologne     | CCC Polsat Polkowice      |  |
| Adrian Kurek           | 29 mars 1988      | Pologne     | CCC Polsat Polkowice      |  |
| Eryk Latoń             | 22 août 1993      | Pologne     | BDC Marcpol               |  |
| Kamil Małecki          | 2 janvier 1996    | Pologne     |                           |  |
| Jarosław Marycz        | 17 avril 1987     | Pologne     | CCC Polsat Polkowice      |  |
| Bartłomiej Matysiak    | 11 septembre 1984 | Pologne     | CCC Polsat Polkowice      |  |
| Nikolay Mihaylov       | 25 juin 1981      | Bulgarie    | CCC Polsat Polkowice      |  |
| Łukasz Owsian          | 24 février 1990   | Pologne     | CCC Polsat Polkowice      |  |
| Michał Paluta          | 14 octobre 1995   | Pologne     | TKK Pacific Torum         |  |
| Maciej Paterski        | 12 septembre 1986 | Pologne     | CCC Polsat Polkowice      |  |
| Leszek Pluciński       | 3 juin 1990       | Pologne     | BDC Marcpol               |  |
| Davide Rebellin        | 9 août 1971       | Italie      | CCC Polsat Polkowice      |  |
| Marek Rutkiewicz       | 8 mai 1981        | Pologne     | CCC Polsat Polkowice      |  |
| Branislau Samoilau     | 25 mai 1985       | Biélorussie | CCC Polsat Polkowice      |  |
| Stefan Schumacher      | 21 juillet 1981   | Allemagne   | Christina Watches-Kuma    |  |
| Grzegorz Stępniak      | 24 mars 1989      | Pologne     | CCC Polsat Polkowice      |  |
| Patryk Stosz           | 15 juillet 1994   | Pologne     | TC Chrobry Lasocki Głogów |  |
| Sylwester Szmyd        | 2 mars 1978       | Pologne     | Movistar                  |  |
| Mateusz Taciak         | 16 juin 1984      | Pologne     | CCC Polsat Polkowice      |  |

Portraits
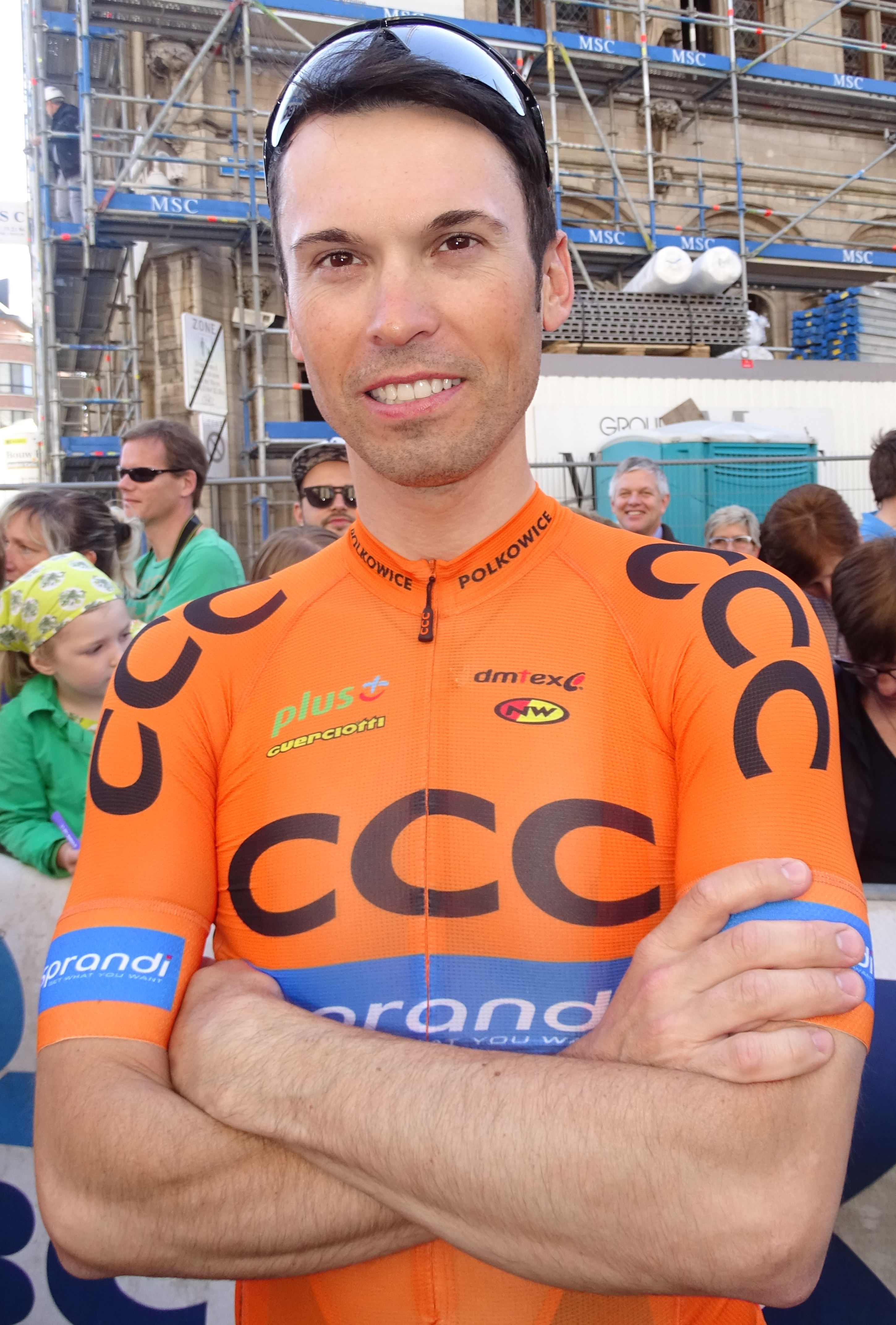
Marek Rutkiewicz.
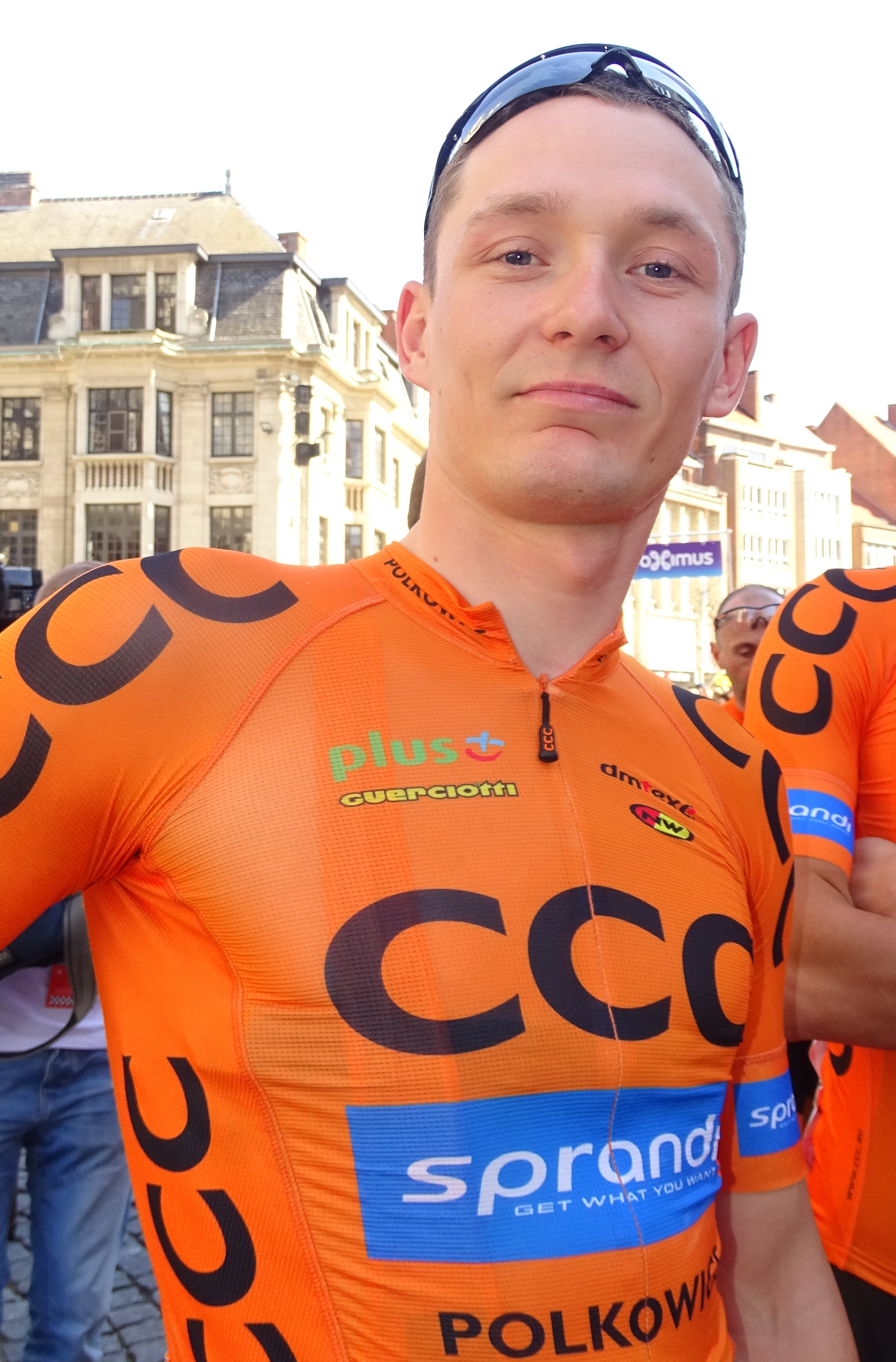
Jarosław Marycz.
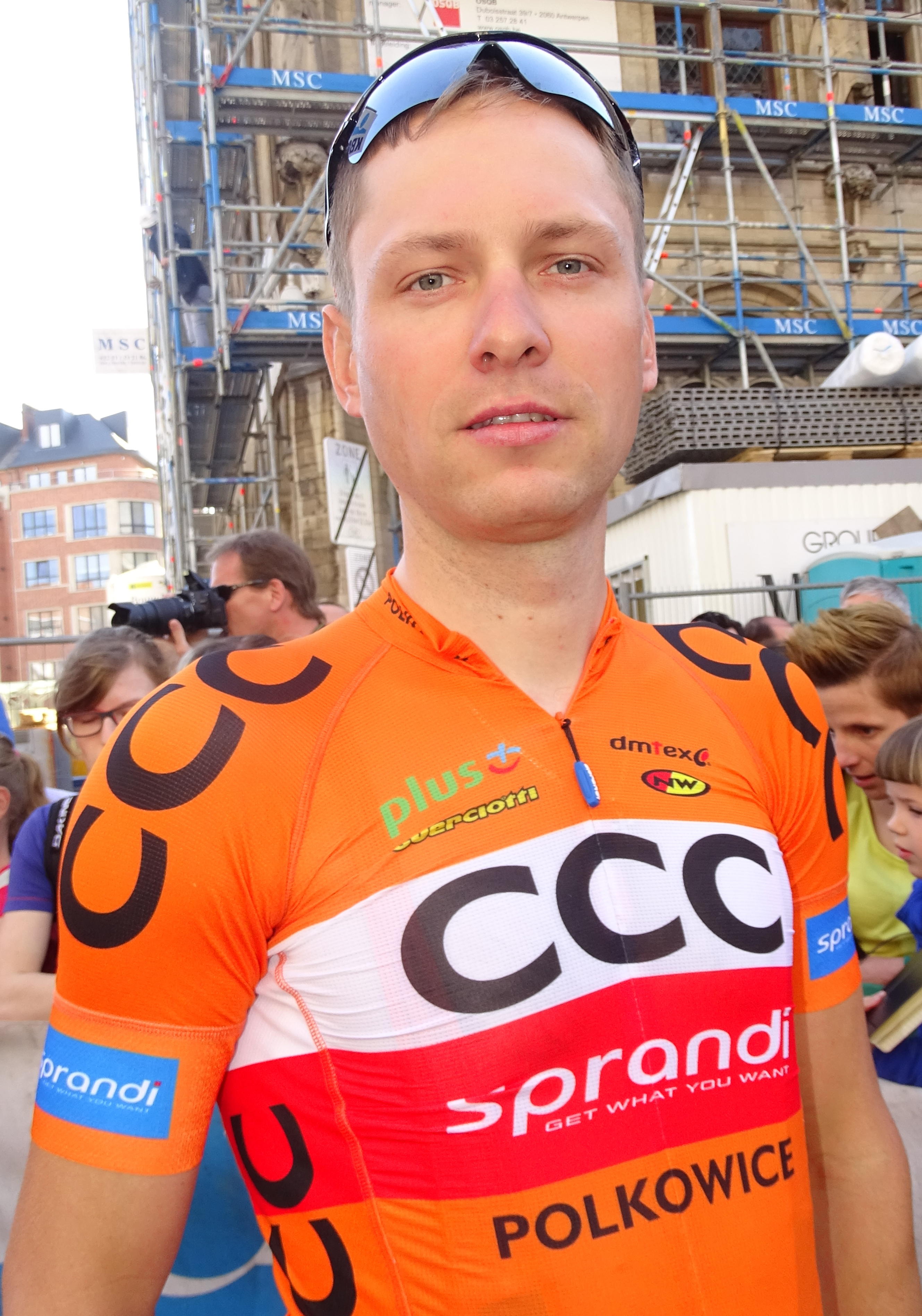
Bartłomiej Matysiak.
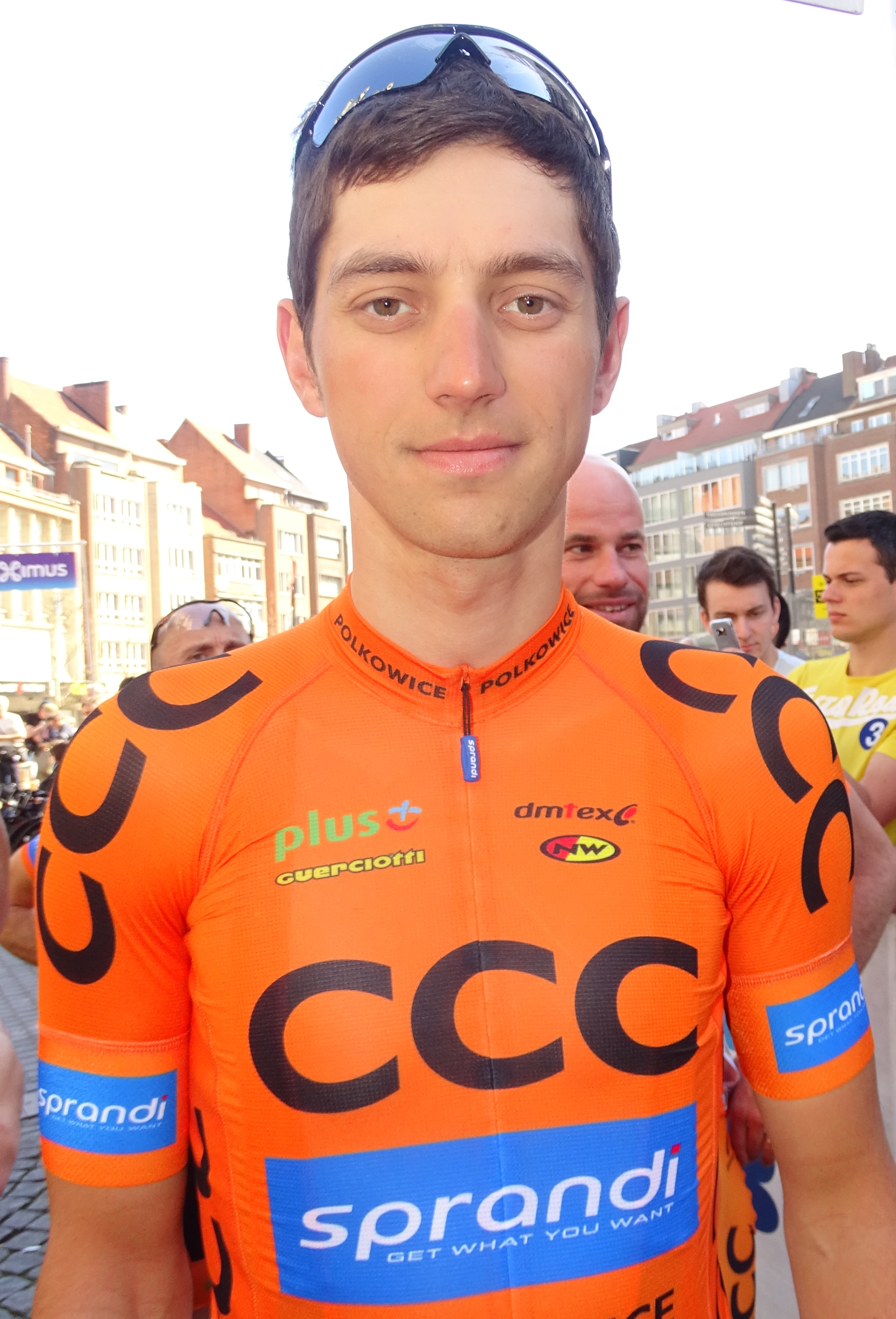
Maciej Paterski.
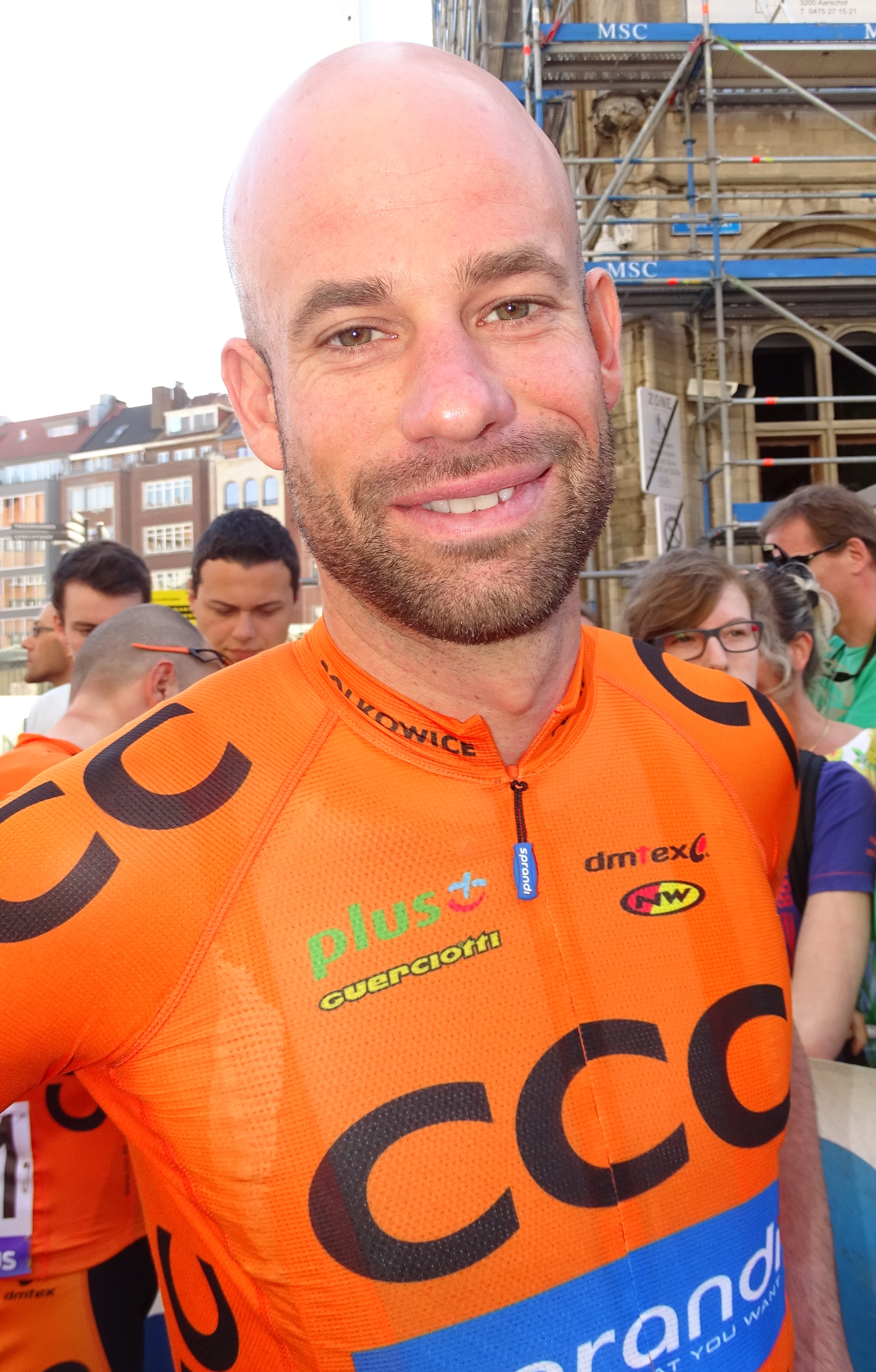
Stefan Schumacher.
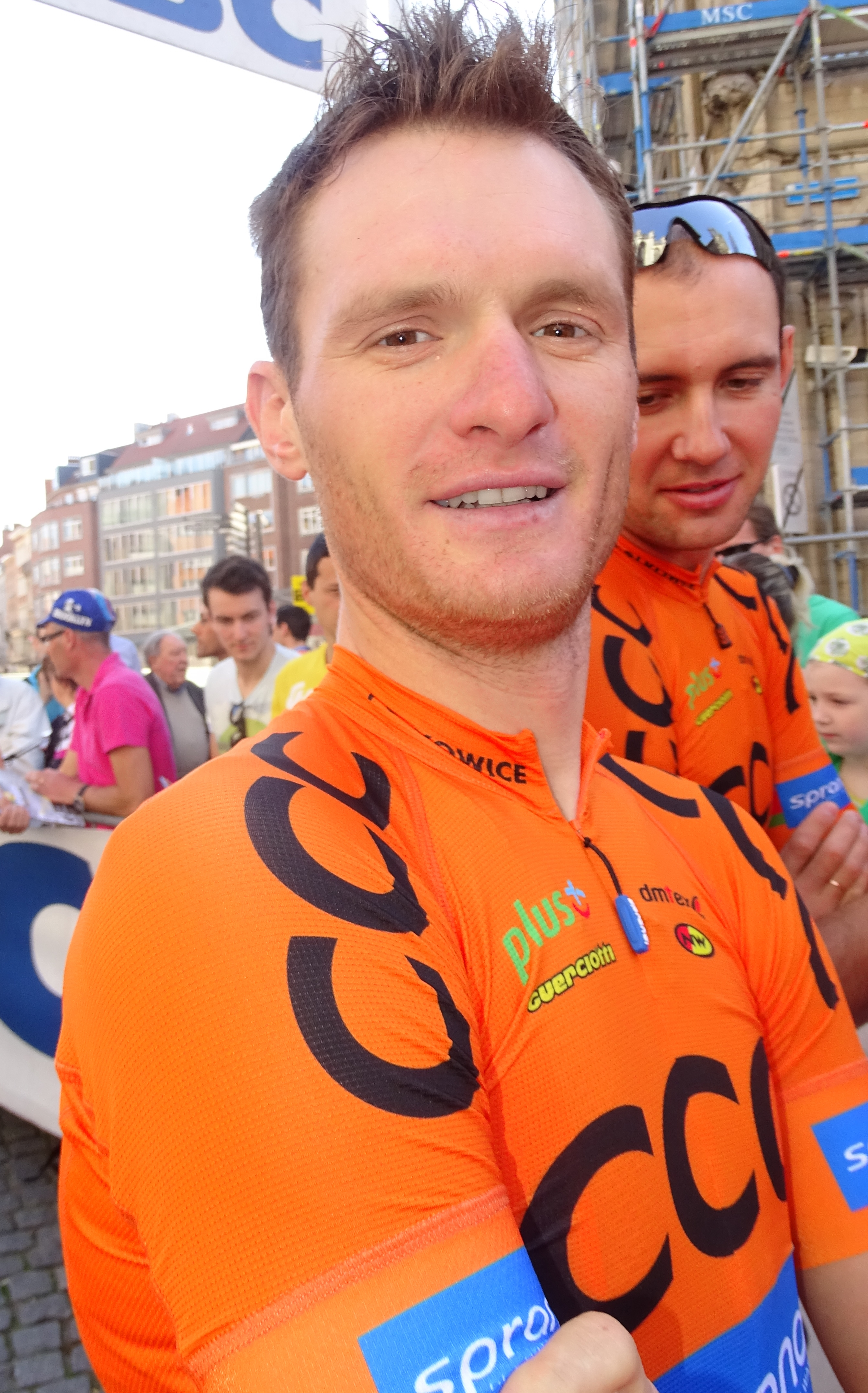
Grega Bole
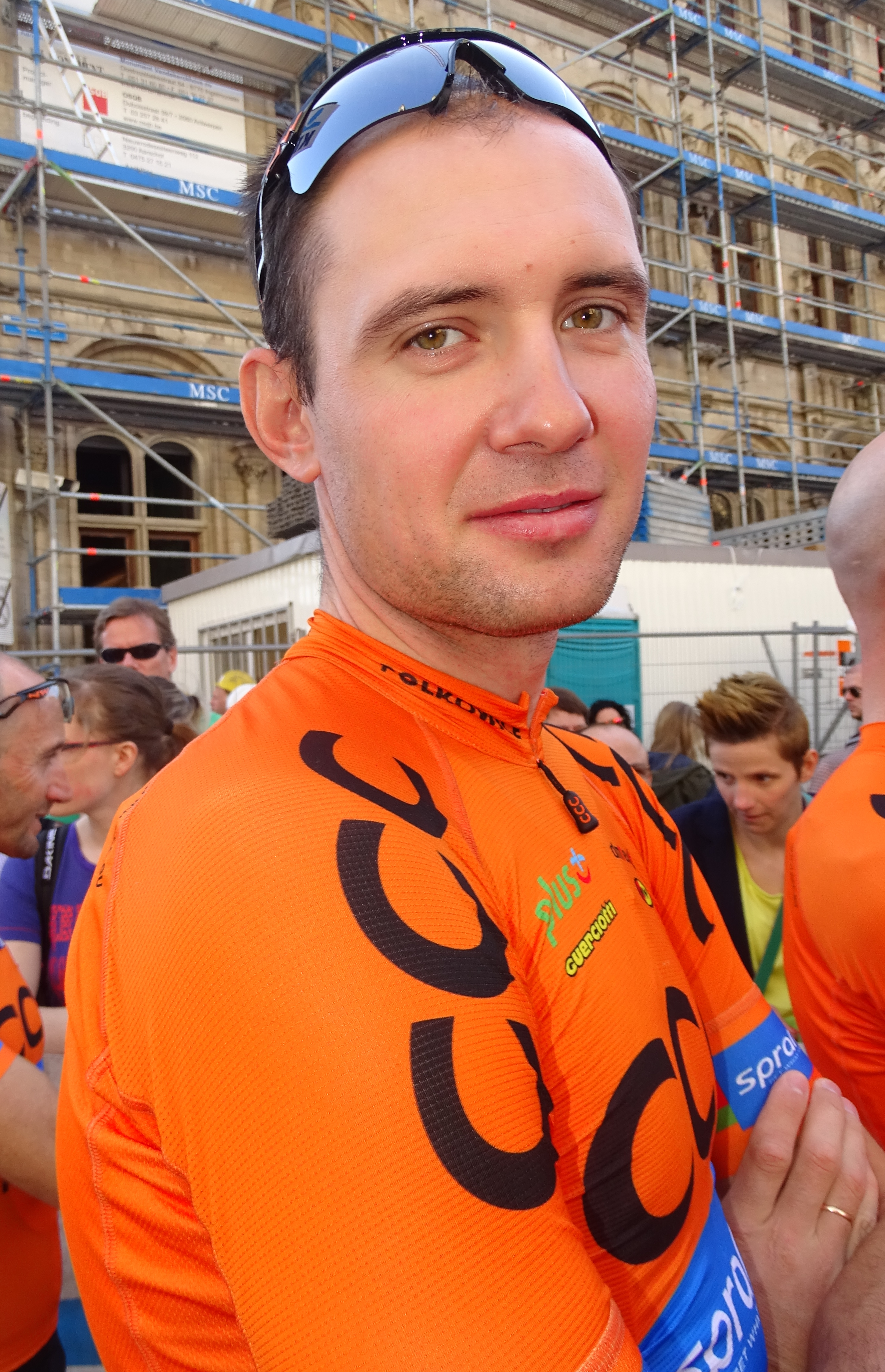
Branislau Samoilau.
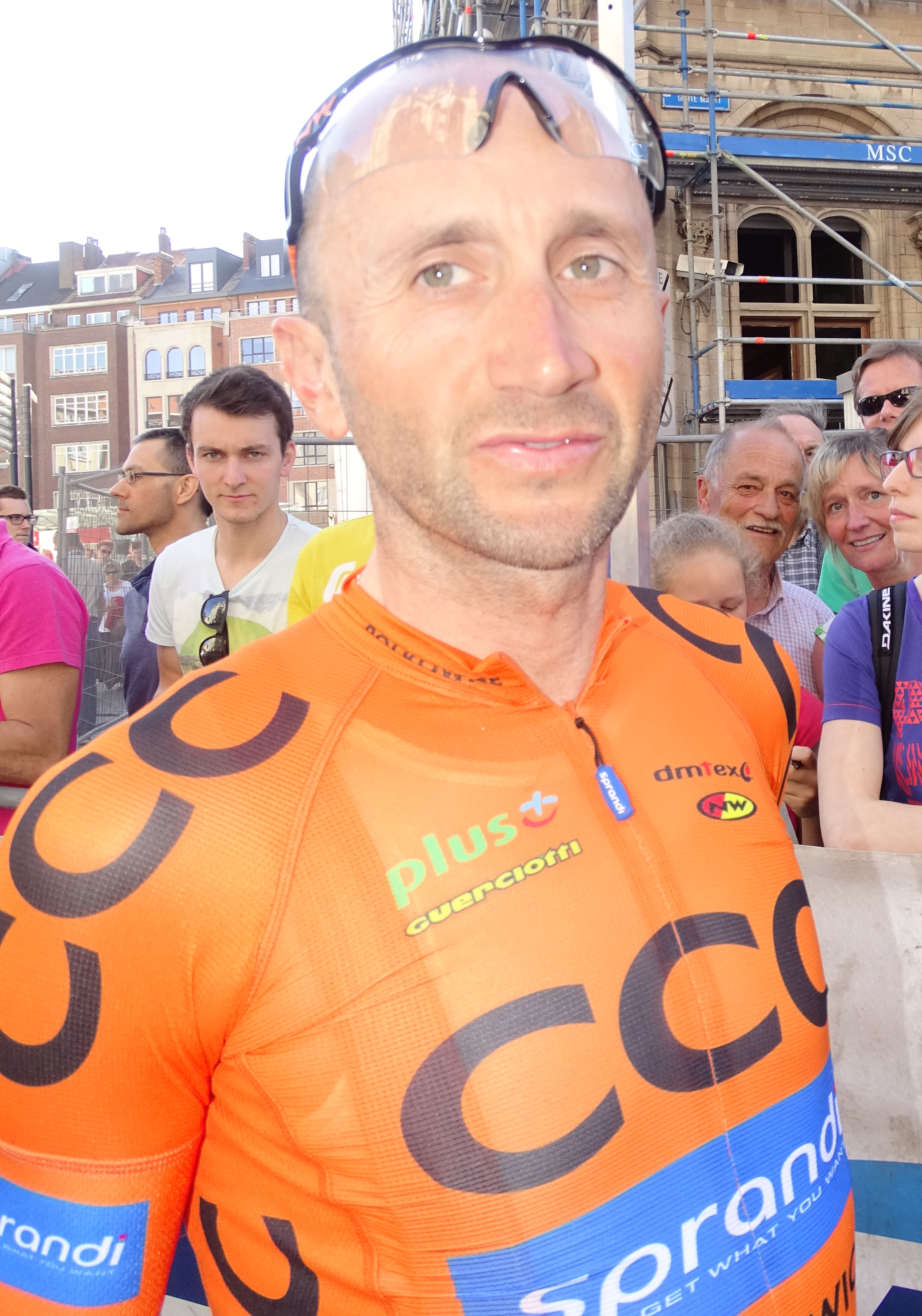
Davide Rebellin.

## Bilan de la saison

### Victoires
| Date       | Course                                                        | Pays      | Classe | Vainqueur             |
| ---------- | ------------------------------------------------------------- | --------- | ------ | --------------------- |
| 23/03/2015 | 1re étape du Tour de Catalogne                                | Espagne   | WT     | Maciej Paterski       |
| 26/03/2015 | 1reb étape de la Semaine internationale Coppi et Bartali      | Italie    | 2.1    | CCC Sprandi Polkowice |
| 22/04/2015 | 1re étape du Tour de Croatie                                  | Croatie   | 2.1    | Grega Bole            |
| 24/04/2015 | 3e étape du Tour de Croatie                                   | Croatie   | 2.1    | Maciej Paterski       |
| 26/04/2015 | 5e étape du Tour de Croatie                                   | Croatie   | 2.1    | Maciej Paterski       |
| 26/04/2015 | Classement général du Tour de Croatie                         | Croatie   | 2.1    | Maciej Paterski       |
| 28/04/2015 | 3e étape du Tour de Turquie                                   | Turquie   | 2.HC   | Davide Rebellin       |
| 21/05/2015 | 2e étape du Bałtyk-Karkonosze Tour                            | Pologne   | 2.2    | Grzegorz Stępniak     |
| 24/05/2015 | 5e étape du Bałtyk-Karkonosze Tour                            | Pologne   | 2.2    | Mateusz Taciak        |
| 24/05/2015 | Classement général du Bałtyk-Karkonosze Tour                  | Pologne   | 2.2    | Leszek Pluciński      |
| 14/06/2015 | 3e étape du Tour of Malopolska                                | Pologne   | 2.2    | Adrian Kurek          |
| 26/06/2015 | Championnat de République tchèque du contre-la-montre espoirs | Slovaquie | CN     | Josef Černý           |
| 27/06/2015 | Championnat de Pologne sur route espoirs                      | Pologne   | CN     | Michał Paluta         |
| 27/06/2015 | Championnat de Bulgarie du contre-la-montre                   | Bulgarie  | CN     | Nikolay Mihaylov      |
| 28/06/2015 | Championnat de Bulgarie sur route                             | Bulgarie  | CN     | Nikolay Mihaylov      |
| 24/07/2015 | Prologue du Podlasie Tour                                     | Pologne   | 2.2    | Adrian Kurek          |
| 01/08/2015 | Classement général du Dookoła Mazowsza                        | Pologne   | 2.2    | Grzegorz Stępniak     |
| 09/08/2015 | Coupe des Carpates                                            | Pologne   | 1.2    | Adrian Honkisz        |
| 16/09/2015 | Coppa Agostoni                                                | Italie    | 1.1    | Davide Rebellin       |

### Résultats sur les courses majeures
Les tableaux suivants représentent les résultats de l'équipe dans les principales courses du calendrier international dans lesquelles l'équipe bénéficie d'une invitation. Pour chaque épreuve est indiqué le meilleur coureur de l'équipe, son classement ainsi que les accessits glanés par CCC Sprandi Polkowice sur les courses de trois semaines.

#### Classiques
| Classique            | Milan-San Remo   | Tour des Flandres | Paris-Roubaix | Liège-Bastogne-Liège | Tour de Lombardie     |
| -------------------- | ---------------- | ----------------- | ------------- | -------------------- | --------------------- |
| Coureur (classement) | Grega Bole (16e) | Non invitée       | Non invitée   | Non invitée          | Davide Rebellin (30e) |

#### Grands tours
| Grand tour           | Tour d'Italie         | Tour de France | Tour d'Espagne |
| -------------------- | --------------------- | -------------- | -------------- |
| Coureur (classement) | Sylwester Szmyd (45e) | Non invitée    | Non invitée    |
| Accessits            | -                     | -              | -              |